# Liste des chefs d'État birmans
Cette page recense les chefs d'État de la Birmanie depuis son indépendance le 4 janvier 1948. Leur titre officiel a varié en fonction de la dénomination officielle du pays.

## Mode de scrutin
Le président de la Birmanie est élu pour un mandat de cinq ans renouvelable une seule fois au suffrage indirect par les 664 membres de l'Assemblée de l'Union, le parlement bicaméral birman,.
Pour ce faire, trois comités sont mis en place, l'un par la Chambre des représentants, un autre par la Chambre des nationalités, et un troisième par les Forces armées birmanes, tous en leur sein. Chacun des comités désigne un candidat— qui n'est pas nécessairement un parlementaire — et les trois personnes ainsi nommées se présentent lors de l'élection proprement dite, qui a lieu au scrutin indirect par les membres de l'Assemblée de l'Union. Cette dernière se compose des 440 membres de la Chambre des représentants, et des 224 membres de celle des nationalités, chacun d'entre eux votant pour un seul candidat, à bulletin secret,. 
A l'issue du scrutin, le candidat arrivé en tête est déclaré élu président de la Birmanie, celui arrivé en seconde position devient premier vice président, et le dernier second vice président,.
Les vice-présidents n'ont pour seule véritable fonction que de remplacer par intérim le président en cas d'incapacité de celui-ci à finir son mandat, en attendant l'élection d'un nouveau président par le parlement. Dans ce cas, le président et les vice présidents nouvellement élu le sont pour la durée restante du mandat entamé par leurs prédécesseurs, de telle sorte qu'une nouvelle élection présidentielle coïncide malgré tout avec le renouvellement du parlement au terme de son mandat de cinq ans,.

### Conditions
Tout candidat à la présidence doit être âgé d'au moins quarante cinq ans, être né de parents nés birmans sur le territoire birman, avoir résidé dans le pays de manière continu pendant au moins vingt ans, et ne pas avoir d'autre nationalité que celle birmane. Cette dernière condition s'étend aux parents, aux conjoints et aux enfants du candidat,.

## Liste des présidents
| Nom                                                                        | Naissance-décès | Début du mandat   | Fin du mandat     | Fonction                                                                 | Parti politique                                                                     |
| -------------------------------------------------------------------------- | --------------- | ----------------- | ----------------- | ------------------------------------------------------------------------ | ----------------------------------------------------------------------------------- |
| Union birmane (4 janvier 1948 - 2 mars 1974)                               |                 |                   |                   |                                                                          |                                                                                     |
| Sao Shwe Thaik                                                             | 1896-1962       | 4 janvier 1948    | 16 mars 1952      | Président de la République                                               | Ligue anti-fasciste pour la liberté du peuple                                       |
| Ba U                                                                       | 1887-1963       | 16 mars 1952      | 13 mars 1957      | Président de la République                                               | Ligue anti-fasciste pour la liberté du peuple                                       |
| Win Maung                                                                  | 1916-1989       | 13 mars 1957      | 2 mars 1962       | Président de la République                                               | Ligue anti-fasciste pour la liberté du peuple                                       |
| Ne Win                                                                     | 1911-2002       | 2 mars 1962       | 2 mars 1974       | Président du Conseil révolutionnaire                                     | Forces armées birmanes (1962-1972) Parti du programme socialiste birman (1972-1974) |
| République socialiste de l'Union birmane (2 mars 1974 - 23 septembre 1988) |                 |                   |                   |                                                                          |                                                                                     |
| Ne Win                                                                     | 1911-2002       | 2 mars 1974       | 9 novembre 1981   | Président de la République                                               | Parti du programme socialiste birman                                                |
| San Yu                                                                     | 1918-1996       | 9 novembre 1981   | 25 juillet 1988   | Président de la République                                               | Parti du programme socialiste birman                                                |
| Sein Lwin                                                                  | 1923-2004       | 25 juillet 1988   | 12 août 1988      | Président de la République                                               | Parti du programme socialiste birman                                                |
| Aye Ko (en)                                                                |                 | 12 août 1988      | 19 août 1988      | Président de la République par intérim                                   | Parti du programme socialiste birman                                                |
| Maung Maung                                                                | 1925-1994       | 19 août 1988      | 18 septembre 1988 | Président de la République                                               | Parti du programme socialiste birman                                                |
| Saw Maung                                                                  | 1928-1997       | 18 septembre 1988 | 23 septembre 1988 | Président du Conseil d'État pour la restauration de la loi et de l'ordre | Forces armées birmanes                                                              |
| Union de Birmanie (23 septembre 1988 - 21 octobre 2010)                    |                 |                   |                   |                                                                          |                                                                                     |
| Saw Maung                                                                  | 1928-1997       | 23 septembre 1988 | 23 avril 1992     | Président du Conseil d'État pour la restauration de la loi et de l'ordre | Forces armées birmanes                                                              |
| Than Shwe                                                                  | 1933-           | 23 avril 1992     | 1997              | Président du Conseil d'État pour la restauration de la loi et de l'ordre | Forces armées birmanes                                                              |
| Than Shwe                                                                  | 1933-           | 1997              | 21 octobre 2010   | Président du Conseil d'État pour la Paix et le Développement             | Forces armées birmanes                                                              |
| République de l'Union de Birmanie (depuis le 21 octobre 2010)              |                 |                   |                   |                                                                          |                                                                                     |
| Than Shwe                                                                  | 1933-           | 21 octobre 2010   | 30 mars 2011      | Président du Conseil d'État pour la Paix et le Développement             | Forces armées birmanes                                                              |
| Thein Sein                                                                 | 1945-           | 30 mars 2011      | 30 mars 2016      | Président de la République                                               | Parti de l'union, de la solidarité et du développement                              |
| Htin Kyaw                                                                  | 1946-           | 30 mars 2016      | 21 mars 2018      | Président de la République                                               | Ligue nationale pour la démocratie                                                  |
| Myint Swe                                                                  | 1951-2025       | 21 mars 2018      | 30 mars 2018      | Président de la République par intérim                                   | Parti de l'union, de la solidarité et du développement                              |
| Win Myint                                                                  | 1951-           | 30 mars 2018      | 1er février 2021  | Président de la République                                               | Ligue nationale pour la démocratie                                                  |
| Myint Swe                                                                  | 1951-2025       | 1er février 2021  | 7 août 2025       | Président de la République par intérim                                   | Parti de l'union, de la solidarité et du développement                              |
| Min Aung Hlaing                                                            | 1956-           | 22 juillet 2024   | en fonction       | Président de la République par intérim                                   | Forces armées birmanes                                                              |